# Il regno d'inverno - Winter Sleep
Il regno d'inverno - Winter Sleep (Kış uykusu) è un film del 2014 diretto da Nuri Bilge Ceylan, liberamente ispirato al racconto Mia moglie (Жена) di Anton Čechov.
La pellicola si è aggiudicata al Festival di Cannes 2014 la Palma d'oro per il miglior film.

## Trama
Aydın, un ex attore teatrale, gestisce un piccolo albergo in Cappadocia (Anatolia centrale) con la giovane moglie Nihal, con la quale ha solo in apparenza un rapporto felice, e sua sorella Necla che soffre del suo recente divorzio. Aydın, inoltre, possiede diverse proprietà date in affitto a persone del luogo e, nel suo albergo, conduce una vita agiata, ben diversa da quella della maggior parte delle persone che lo circondano. Colto e ricco, trascorre il tempo scrivendo articoli per un giornale locale e facendo ricerche sul teatro turco, di cui si propone di scrivere in futuro una storia generale. Nihal è molto più giovane del marito, lo ha sposato sperando in una vita brillante, ma ora si sente in trappola e cerca di dare un senso alla sua esistenza organizzando una raccolta di fondi da destinare alle scuole della regione.
In inverno la neve comincia a cadere, l'albergo si trasforma in un rifugio, ma anche in un luogo ineludibile che alimenta le animosità dei protagonisti del film.
Un giorno, il vetro dello sportello dell'auto su cui sta viaggiando Aydın col suo assistente Hidayet, viene colpito da una pietra e sta per uscire fuori strada. La pietra è stata lanciata da İlyas, figlio di Ismail, uno degli affittuari di Aydın che è rimasto indietro di diversi mesi nel pagamento dell'affitto. Il gesto è stato determinato dal fatto che gli amministratori di Aydın avevano affidato il recupero del credito a un'agenzia che ha pignorato il televisore e il frigorifero dalla casa di İsmail, il quale è stato anche picchiato dalla polizia per aver resistito agli agenti.
Nihal ha organizzato un incontro in casa con i membri del suo comitato di raccolta fondi, ma vive come un'intrusione l'intervento del marito che intende aiutarla a riordinare la contabilità delle donazioni. Ne nasce un litigio in cui i loro problemi di convivenza si rivelano e in cui Nihal rivela ad Aydın il proprio disprezzo.
Aydın, turbato, dice alla giovane che non s'intrometterà nei suoi progetti e che trascorrerà il resto dell'inverno a İstanbul. In realtà finge di partire fermandosi invece da un amico che abita poco lontano. Nihal approfitta della sua assenza per andare a portare a İsmail, presso la casa del fratello Hamdi, la grossa somma ricevuta dal marito come contributo per la sua iniziativa. Ma İsmail, rientrato ubriaco, la mette in imbarazzo chiedendole con rabbia di spiegargli perché vuole fargli quel regalo, poi getta nel fuoco con disprezzo le banconote, accusando la giovane di volersi lavare la coscienza con un gesto che non può cancellare le umiliazioni ricevute da parte del marito. Lei, scioccata dall'accaduto, torna a casa.
Il giorno dopo, anche Aydın rientra a casa e, mentre Nihal lo guarda in silenzio dalla finestra, si sente la voce di Aydın che spiega di amare Nihal, anche se non riesce a esprimerle la profondità del suo amore, e che, pur sapendo di non essere più amato, non può vivere senza di lei e desidera comunque restarle vicino, essendo l'unico affetto che gli rimane. Infine, Aydın riprende le sue consuete occupazioni sedendosi al tavolo davanti al computer e iniziando a scrivere.

## Analisi del film
Il personaggio centrale del film esprime appieno «l’aridità dell’egoismo, che qui assume ulteriori connotazioni: il senso di superiorità e il disprezzo nei confronti del prossimo, il paternalismo soffocante e vampiresco verso la moglie, l’ostilità sprezzante dissimulata dalle buone maniere e dall’adesione a una giustizia e legittimità che rimangono astratte e teoriche e non sono mai vissute nella concretezza dei rapporti umani [...] Aydin è quindi un uomo che ha sempre mentito a se stesso, illudendosi dell’onestà e lucidità della propria coscienza.»
Non meglio di lui «La stessa Nihal [...] vive come una parassita alle spalle del marito e non ha il coraggio di lasciarlo per affrontare tutte le difficoltà pratiche che ne conseguirebbero. Perfino un ragazzino come Ilyas appare già contagiato dai risentimenti degli adulti: Ceylan si sofferma a inquadrare in dettaglio i suoi sguardi astiosi e, per la tensione emotiva, addirittura sviene quando deve chiedere il perdono di Aydin.»
Infine la scena finale di Aydin tranquillamente al lavoro con il suo computer esprime chiaramente «il protrarsi indefinito di una situazione d’immobilità che non ha soluzione.» 

## Riconoscimenti
- 2014 - European Film Awards
  - Nomination Miglior film
  - Nomination Miglior regista a Nuri Bilge Ceylan
  - Nomination Miglior sceneggiatura a Nuri Bilge Ceylan ed Ebru Ceylan
- 2014 - Festival di Cannes
  - Palma d'oro a Nuri Bilge Ceylan
  - Premio FIPRESCI a Nuri Bilge Ceylan